# Al-Jariz ibn Suraich
Abú Jatim al-Jariz ibn Suraich ibn Yazid ibn Saua ibn Ward ibn Murra ibn Sufián ibn Muyashi (en árabe: أبو حاتم الحارث بن سريج‎) fue cabecilla de una gran rebelión social contra el Califato omeya en Jorasán y Transoxiana. Esta estalló en el 734 y fue el reflejo de los agravios que tanto los colonos árabes como los nativos iraníes conversos —maulas, que no estaban en pie de igualdad con los musulmanes árabes— sufrían de los omeyas. Ibn Suraich justificó el alzamiento por motivos religiosos y atrajo a gran parte de los colonos y la población aborigen, pero no logró apoderarse de la capital provincial, Merv, aunque lo intentó dos veces. La rebelión fue finalmente sofocada por Asad ibn Abdallah al-Qasri en el 736. Ibn Suraich huyó con algunos de sus partidarios y se refugió junto a los turgueses, que no eran musulmanes. Acompañó al gran kan turgués, Suluk, en la invasión de territorio árabe que este emprendió y que, pese a permitirle penetrar profundamente en tierras musulmanas, fue desbaratada en la batalla de Jaristán en el 737. La derrota menoscabó el poderío turgués y a partir de entonces Ibn Suraich quedó en Transoxiana amparado por los príncipes de la región. El sucesor de Asad, Nasr ibn Sayar, combatió a Ibn Suraich y sus seguidores transoxianos, pero luego, esperando poder utilizar a aquel para imponerse en las rencillas intertribales árabes, hizo que el califa lo perdonase. Ibn Suraich regresó a Merv en el 745. Pronto reunió un ejército considerable y desafió a Ibn Sayar, pero falleció en un combate con un aliado de este, Yuday al-Kirmani, en el 746. Su revuelta debilitó a los árabes en Asia Central y facilitó el desencadenamiento del levantamiento abasí que acabó con los omeyas.

## Juventud y principio de la rebelión
Ibn Suraich pertenecía a la tribu Tamim, del grupo septentrional (mudari), y provenía de Basora, donde vivió su padre, Suraich. Aparece por primera vez en las fuentes en el 729, cuando se lo menciona por su gallardía y entrega en los combates con los turgueses, y por salvar al ejército árabe de la aniquilación en Baykand, cerca de Bujará. Luego vuelve a aparecer en el 733, cuando encabezó una protesta en el bajo Tojaristán contra la requisa de víveres en la provincia, que sufría sequía y hambre, y que había ordenado el gobernador Yunaid ibn Abderramán al-Murri para abastecer a la capital jorasaní de Merv. Este lo hizo azotar, pero tras morir a principios del 734, el descontento desató una rebelión, que volvió a encabezar Ibn Suraich.

Mapa de Jorasán y Transoxiana en el siglo

Los motivos y naturaleza del alzamiento no están claros. Ibn Suraich lo justificó mediante la religión, reclamando que el gobierno aplicase el Corán y la sunna para acabar con las injusticias. Se afirma que era miembro de un grupo pietista denominado Muryiá, y que llevaba una vida ascética. Según el arabista J. Kister, parece que creía tener la misión de implantar un gobierno justo similar al del profeta Mahoma y al de los primeros califas. Su movimiento compartía muchos elementos ideológicos y simbólicos con la agitación contemporánea chiita y jariyí contra los omeyas, entre ellos el uso de banderas negras que recordaban el estandarte del Profeta e incluso la exigencia de que se instaurase un gobierno teocrático que ostentase un pariente de Mahoma. También destacaba su idealismo: las fuentes mencionan que sus partidarios intentaban convencer a sus enemigos mediante exhortaciones morales y religiosas incluso durante las batallas.
Ibn Suraich propugnó que se hiciesen varias reformas; la principal fue la igualación de los derechos de los conversos no árabes (maulas) con los de los árabes, reivindicación antigua y congruente con los preceptos del islam. Se había intentado antes en dos ocasiones: primero por el califa Umar II (717-720) y luego por los gobernadores Asad ibn Abdallah al-Qasri y Ashras ibn Abdallah al-Sulami, pero las dos veces el aumento de conversiones y la consecuente mengua de ingresos (ya que los numerosos maulas no tendrían que pagar el impuesto de capitación) frustró la medida, lo que desecandenó una primera rebelión en el 728 acaudillada por Abú al-Saida Salih ibn Tarif. Muchos de los grupos e individuos que participaron en esta también lo hicieron en la de Ibn Suraich. A este se lo consideraba el adalid de los derechos de los ʿajam (los no árabes, especialmente persas), muchos de los cuales abrazaron su causa, pero también atrajo a muchos árabes descontentos, especialmente a los de su tribu Tamim y de la de Azd. El disgusto de los árabes del Jorasán era intenso por las grandes pérdidas que habían sufrido en la batalla del Desfiladero del 731 contra los turgueses, y lo atizó aún más la propaganda antiomeya de los grupos protochiitas. La llegada de veinte mil soldados iraquíes a la provincia tras la derrota del desfiladero y la orden del califa Hisham ibn Abd al-Malik (723-743) de trasladar a los antiguos colonos árabes de Merv a otros pueblos para mejorar su defensa frente a los turgueses también acrecentaron el descontento.
En tal coyuntura, la noticia del fallecimiento de Yunaid a la remota población árabe de Andhvoy en Guzgán fue la chispa que encendió la rebelión de Ibn Suraich mediante el amotinamiento de la guarnición. El sucesor del difunto, Asim ibn Abdallah al-Hilali, acababa de llegar a Merv e intentó aplacar a los rebeldes enviándoles emisarios, pero Ibn Suraich se limitó a encarcelarlos, sin tratar con ellos. La rebelión se extendió por el campo y Ibn Suraich pudo marchar al frente de cuatro mil  hombres contra Balj, la principal ciudad del Tojaristán, que defendían Nasr ibn Sayar y sus diez mil soldados. Aunque este no se unió a los rebeldes, tampoco opuso gran resistencia, dado el nivel de desafección de los jorasaníes con las autoridades. En consecuencia, los rebeldes se apoderaron fácilmente de Balj; Ibn Sayar y sus tropas se retiraron y permanecieron neutrales, sin tomar partido por Ibn Suraich ni por al-Hilali. Poco después, la guarnición árabe de Merv al-Rudh se sumó a la rebelión. Los príncipes heftalitas de Guzgán, Faryab y Talqan, autónomos, aprovecharon el alzamiento para recuperar la independencia y reducir a los árabes a la comarca de Merv y para ello unieron sus fuerzas a las de los sublevados.
Ibn Suraich se dirigió entonces a Merv, donde también contaba con simpatizantes. Al-Hilali, pese a todo, mantuvo la lealtad de la población, titubeante, amenazándola con abandonarla e instalarse en Nishapur, en el límite occidental del Jorasán. En Nishapur sabía que podía contar con la tribu Qais, leal a los omeyas, y pedir refuerzos al Levante. Los notables de Merv decidieron apoyar a al-Hilali tanto por el amago de abandono de este como por el aspecto de ejército extranjero que daban los numerosos aborígenes que nutrían las filas el ejército de Ibn Suraich. En su avance hacia Merv, este había crecido hasta los sesenta mil hombres, en gran parte por el alistamiento de muchos maulas, según al-Tabari. Los hombres de al-Hilali eran sensiblemente menos numerosos y animosos: este tuvo que darles una paga extra para inducirles a luchar. Pese a ello, salió de la ciudad y se apostó tras un canal en Zarq, cuyos puentes destruyó. El ejército de Ibn Suraich llegó al lugar y empezó a reconstruirlos, pero dos mil árabes se pasaron a las filas del enemigo, pues desconfiaban de las intenciones de las tropas nativas de Ibn Suraich. En la batalla que siguió, al-Hilali obtuvo una victoria importante, pues debilitó notablemente a las fuerzas enemigas, muchos de cuyos miembros se ahogaron en el canal. A raíz de este fracaso, la mayoría de los maulas y los príncipes aborígenes abandonaron a Ibn Suraich, que quedó reducido a tres mil leales. Esto lo obligó a aceptar la oferta de paz de al-Hilali —que tampoco podía contar ya con el apoyo continuado de los árabes jorasaníes, puesto que el peligro indígena había desaparecido—; luego se retiró a Andhvoy. Al año siguiente, sin embargo, se volvió a rebelar y marchó de nuevo contra Merv. Al-Hilali no obtuvo esta vez el respaldo de los jorasaníes, y apenas pudo contar con los mil sirios y mesopotámicos de su guardia personal. Ibn Suraich tampoco contaba con muchos más seguidores, puesto que apenas le respaldaba la guarnición de Merv al-Rudh. Los dos bandos chocaron en al-Dandanqan, un pueblo aledaño a Merv, y volvió a vencer al-Hilali; Ibn Suraich, derrotado, escapó a Merv al-Rudh.
Al-Hilali, sin embargo, se hallaba en precaria situación pese a haber batido a los rebeldes. Apenas dominaba Merv y la zona occidental habitada por los qaisíes, en torno a Nishapur. Además, como explicó en una carta al califa, su origen sirio hacía difícil convencer a los jorasaníes e incluso a las tropas iraquíes de que combatiesen a su paisanos. Solicitó que el Jorasán se sometiese al gobernador de Irak, Jalid ibn Abdallah al-Qasri, y que le enviasen tropas levantinas. En respuesta, se envió a Asad, hermano de Jalid ibn Abdallah al-Qasri, a sustituirlo; ya antes había sido gobernador de Jorasán. Al enterarse de este nombramiento, al-Hilali, animado por los jorasaníes de Merv, volvió a pactar una tregua con Ibn Suraich. Según algunas fuentes, llegó incluso a prometer que solicitaría, como hacía el rebelde, que el califa gobernase según el Corán y la sunna y que, si el soberano no se avenía a ello, se sumaría a la rebelión. Shaban niega tal versión, mientras que Blankinship la cree fiable, si bien piensa que fue una mera argucia para ganar tiempo.

## Fin de la rebelión, intervención turguesa y exilio
Asad llegó al Jorasán con veinte mil soldados levantinos y emprendió de inmediato la ofensiva contra Ibn Suraich. La campaña resultó costosa, pero tras las primeras victorias Asad se atrajo a los árabes jorasaníes. Sus vínculos con los dirigentes tribales árabes de la región y las rencillas entre tribus coadyuvaron a su triunfo. En efecto, como yemení que se enfrentaba al norteño Ibn Suraich, pudo contar con la colaboración de sus paisanos de tribu; así, la mayoría de los rabias, enemigos tradicionales de la tribu Tamim de Ibn Suraich, se pasaron pronto a sus filas. Asad dividió sus fuerzas: envió a los soldados de Kufa y el Levante al mando de Abderramán ibn Nayum hacia Merv al-Rudh, donde se hallaba el grueso del ejército enemigo, mientras él encabezó a los de Basora y al contingente jorasaní en la marcha contra las fortalezas de Amul y Zamm. Los rebeldes que defendían la primera se rindieron y obtuvieron el perdón y poco después los de Balj hicieron lo propio. Ibn Suraich abandonó Merv al-Rudh, cruzó el Oxus perseguido por Ibn Nayum, y se refugió entre los príncipes del Tojaristán. Con su ayuda, asedió el principal vado del Oxus, Termez. Las huestes de Asad no osaron cruzar el Oxus defendido por el enemigo y se replegaron a Balj. Pese a ello, la guarnición de Termez batió a Ibn Suraich, debilitado tras enemistarse con el rey de Juttal, que se retiró a las montañas de Badajsán. Asad logró a continuación que la guarnición de Zamm capitulase a cambio de recibir el perdón y de que se le doblase la soldada, aunque no pudo recobrar Samarcanda, que los musulmanes habían perdido tras la derrota del Desfiladero.
Las fuerzas de Asad despejaron las montañas del alto Tojaristán de rebeldes al año siguiente, el 736. Yuday al-Kirmani asedió el castillo de Tabushján, en la que se habían refugiado muchos parientes y partidarios de Ibn Suraich. Muchos de los hombres fueron ajusticiados tras la rendición de la fortaleza y el resto de los apresados fueron vendidos como esclavos. Ibn Suraich, sin embargo, no fue capturado. Asad volvió a cruzar el Oxus en el 737 para llevar a cabo una expedición de castigo contra Juttal, cuyo señor se había coligado con Ibn Suraich y los turgueses. El  gran kan turgués, Suluk, acudió a la petición de auxilio que le había enviado el rey de Jutal y, aprovechando que el enemigo se había desperdigado para saquear el campo, lo atacó e hizo que huyese allende el Oxus. El turgués lo persiguió, lo alcanzó y le arrebató el bagaje el 1 de octubre, antes de que los dos ejércitos se aprestasen a invernar. Ibn Suraich abandonó su escondrijo y se unió al gran kan turgués.
Le aconsejó que aprovechase la dispersión del enemigo durante el invierno para proseguir el avance. El gran kan siguió la recomendación y llevó a su ejército, compuesto por treinta mil guerreros y con contingentes de casi todos los señores de Transoxiana y el alto Tojaristán, al sur; rodeó Balj y entró en Guzgán, esperando que se le uniesen los príncipes heftalitas del bajo Tojaristán. No sucedió tal, sino que el rey de Guzgán se sumó al enemigo, que se le acercaba con las tropas que había podido reunir. El avance de Asad cogió desprevenidos al gran kan y a Ibn Suraich: los acometió cerca de Jaristán cuando solo tenían consigo cuatro mil hombres, ya que el resto estaban pillando y forrajeando. En la batalla de Jaristán, Asad resultó victorioso. Ibn Suraich, luchó con distinción; huyó junto con el gran kan allende el Oxus. La victoria de Asad en Jaristán preservó la autoridad árabe en Asia Central. Los destacamentos turgueses al sur del Oxus fueron en gran parte aniquilados por separado por Yuday al-Kirmani, con lo que se eliminó la amenaza que suponían para el Jorasán y se reforzó la lealtad de los señores nativos del Tojaristán al califa. El gran kan salió desprestigiado de la fallida expedición, que favoreció a sus rivales, que contaban con el respaldo secreto de los chinos. El tarján Kursul lo asesinó a comienzos del 738; el magnicidio sumió al reino en la guerra civil. Asad también falleció poco después, y le sucedió en el cargo Nasr ibn Sayar, en julio del 738.
No se sabe nada de las actividades de Ibn Suraich durante los dos años siguientes, pero evidentemente permaneció en el norte de Transoxiana, en al-Shash (Taskent), cerca de los turgueses. En 740 o 741, después de haber consolidado su autoridad en Jorasán y llevado a cabo una reforma tributaria que mitigó el malestar social, Ibn Sayar marchó al centro del valle del Jaxartes y se encaminó a al-Shash. La campaña era parte del programa de restauración de la autoridad árabe en Transoxiana, pero, según H. A. R. Gibb y Kister, el objetivo principal era la expulsión de Ibn Suraich de al-Shash, puesto que este todavía podía unir a los turgueses y a los príncipes nativos contra los árabes.  Ibn Sayar no pudo cruzar el Jaxartes: se lo impidió un ejército combinado formado por turgueses, tropas de al-Shash y partidarios de Ibn Suraich, y hubo de retirarse tras acordar un pacto por el cual Ibn Suraich y sus partidarios serían desterrados a la remota ciudad de Farab.

## Regreso a Jorasán, segunda rebelión y muerte
Las campañas y reformas de Ibn Sayar consolidaron el poder musulmán en Jorasán y gran parte de la Transoxiana, aunque este siguió siendo débil: los príncipes aborígenes estaban disgustados por la pérdida de autonomía y por la asimilación creciente de sus pueblos por los conquistadores árabes y enviaron embajadas a la corte china para recabar ayuda; además, la rivalidad entre las tribus árabes septentrionales y meridionales que afectó a todo el mundo musulmán dividía a los árabes. Cuando ascendió al trono califal el proyemení Yazid III en 744, los yemeníes del Jorasán propugnaron la candidatura de Yuday al-Kirmani para el puesto de gobernador y, cuando no lo obtuvo, se rebelaron. Ibn Sayar creyó menester repatriar a Ibn Suraich y sus partidarios para fortalecer su posición —Ibn Suraich y los suyos eran desde antiguo enemigos de al-Kirmani— y eliminar de paso una fuente potencial de invasión extranjera. Ibn Sayar logró que el califa los perdonase y que se les devolviesen sus propiedades confiscadas; el califa incluso prometió gobernar según el Corán y la sunna.
Sin embargo, cuando Ibn Suraich llegó a Merv a comienzos de julio del 745, la situación había cambiado: Yazid había muerto, el Levante se hallaba sumido en una guerra civil e Ibn Sayar, aunque seguía siendo gobernador, había perdido toda autoridad. Aunque reconoció a Marwan II (744-750), la mayoría de sus seguidores no lo hicieron. Ibn Suraich se apresuró a distanciarse de Ibn Sayar: rehusó gobernar uno de los distritos de la provincia y distribuyó los regalos que recibió entre sus partidarios. Denunció además claramente a Marwan II, y pronto reunió en torno a sí a tres mil tamimíes, mientras su secretario, Yahm ibn Safuan, también aglutinaba apoyos. En poco tiempo se tornó una amenaza más grave de la que había sido al-Kirmani. Tras intentar en vano pactar con él, Ibn Sayar lo atacó en marzo del 746 y lo venció; en la lid pereció Ibn Safuan. Entonces al-Kirmani unió fuerzas con Ibn Suraich, y juntos obligaron a Ibn Sayar a evacuar Merv y retirarse a Nishapur. Los coligados entraron en la capital del Jorasán, pero en pocos días se enemistaron y empezaron a luchar entre sí. En estos enfrentamientos, Ibn Suraich fue asesinado; al-Kirmani quedó en posesión de la ciudad. El conflicto entre Ibn Sayar y al-Kirmani continuó, pero quedó pronto ensombrecido por otros acontecimientos: aprovechando la guerra civil, los abasíes de Abu Muslim emprendieron su propia rebelión contra los omeyas en Jorarán. Ibn Sayar intentó infructuosamente pactar con al-Kirmani: este fue asesinado por uno de los hijos de Ibn Suraich, que se vengó así de la muerte de su padre. Abu Muslim aprovechó la coyuntura y, a principios del 748, sus hombres tomaron Merv; fue el primer episodio de una guerra que acabó con el derrocamiento de la dinastía omeya y la implantación de la abasí dos después.